# Exode rural dans l'Égypte antique
 (décembre 2023).
Si vous disposez d'ouvrages ou d'articles de référence ou si vous connaissez des sites web de qualité traitant du thème abordé ici, merci de compléter l'article en donnant les références utiles à sa vérifiabilité et en les liant à la section « Notes et références ».
Déjà attesté au temps des pharaons, l'exode rural, ou anachorèse, qui traduit un certain malaise de la population rurale égyptienne, prend des proportions alarmantes sous les Ptolémées.
La raison première de la désertion des campagnes est sans conteste la pression fiscale. L'arrivée au pouvoir des Lagides a en effet entraîné une augmentation des impôts, tant en ce qui concerne les prélèvements réguliers que les contributions extraordinaires. En outre, la pratique de l'affermage entraîne bien souvent des abus de la part des fermiers qui veulent récupérer au maximum leur investissement. Cette pression est d'autant moins bien supportée par la population qu'elle se double d'un problème d'identité opposant la minorité grecque dominante à la masse de la population autochtone.
À partir de Ptolémée IV, la situation ne fait qu'empirer, la pression fiscale s'alourdit, entraînant un véritable cercle vicieux. La paupérisation des campagnes crée de plus en plus de marginaux, renforçant les motifs de désertion, non seulement de la part des paysans mais aussi d'autres types de travailleurs. La documentation fait ainsi état de carriers et même d'un policier chargé de garder les récoltes du village qui ont déserté leur poste.
Si l'exode entraînait bien souvent une paupérisation sur le plan individuel, il avait également une conséquence à l'échelle du pays. Chaque paysan en fuite représentait un manque à gagner pour l'État. Les réactions du pouvoir ne furent guère efficaces et ne parvinrent jamais à enrayer le phénomène. Tiraillés entre prélever un maximum de ressources sur le pays et le gouverner, les Lagides ont eu plus souvent tendance à privilégier la première, adoptant des mesures autoritaires. La situation empira quand les villages devinrent responsables vis-à-vis de l'État de la rentrée des fermages.

En -107, le Serment de Tebtynis est imposé aux paysans d'Égypte pour les lier à la terre : 
« Jusqu'à ce que je verse mon fermage, je reste en vue présent chaque jour et appliqué aux travaux agricoles, sans me réfugier sur l'autel sacré de quelque temple, sans faire appel à aucune protection, sans inventer aucun moyen de me dérober. »